# Carolina Luísa de Saxe-Weimar-Eisenach
Carolina Luísa de Saxe-Weimar-Eisenach (em alemão:  Caroline Louise von Sachsen-Weimar-Eisenach; Weimar, 18 de julho de 1786 — Ludwigslust, 20 de janeiro de 1816) foi uma nobre alemã, filha de Carlos Augusto, Grão-Duque de Saxe-Weimar-Eisenach e da sua esposa a princesa Luísa de Hesse-Darmstadt.

## Origens
Carolina nasceu no Stadtschloss, em Weimar. Era uma princesa de Saxe-Weimar-Eisenach por nascimento, a única filha do grão-duque Carlos Augusto e da sua esposa, a princesa Luísa de Hesse-Darmstadt, a chegar à idade adulta. O seu irmão mais velho, Carlos Frederico, sucedeu ao pai como grão-duque e era casado com a grã-duquesa Maria Pavlovna da Rússia, irmã mais nova da primeira esposa do seu marido, a grã-duquesa Helena Pavlovna. Através do seu irmão mais velho, Carolina era tia da futura imperatriz da Alemanha, a princesa Augusta de Saxe-Weimar-Eisenach. A princesa tinha também um irmão mais novo, o príncipe Bernardo, que se casou com a princesa Ida de Saxe-Meiningen, cunhada do rei Guilherme IV do Reino Unido.

## Grã-duquesa hereditária de Meclemburgo-Schwerin
A 1 de Julho de 1810, Carolina tornou-se a segunda esposa de Frederico Luís, grão-duque hereditário de Meclemburgo-Schwerin. O grão-duque hereditário tinha perdido a sua primeira esposa, a grã-duquesa Helena Pavlovna da Rússia, em 1804, quando ela morreu de gripe. Carolina Luísa teve três filhos com o marido. A sua única filha casou-se com o filho do rei Luís Filipe I de França. O casal tinha uma boa relação.
Carolina Luísa nunca recuperou completamente do parto do seu filho mais novo, o príncipe Magnus, e acabaria por morrer aos trinta anos de idade no Castelo de Ludwigslust. Dois anos depois da sua morte, Frederico Luís casou-se pela terceira e última vez com a princesa Augusta de Hesse-Homburg, filha de Frederico V, Conde de Hesse-Homburg, mas acabaria por morrer um ano depois sem ter mais filhos.

## Descendência
Carolina teve três filhos:
1. Alberto de Meclemburgo-Schwerin (11 de Fevereiro de 1812 - 18 de Outubro de 1834), morreu aos 22 anos de idade; sem descendência.
2. Helena de Meclemburgo-Schwerin (24 de Janeiro de 1814 - 18 de Maio de 1858), casada com o príncipe Fernando Filipe, duque de Orleães, filho mais velho do rei Luís Filipe I de França; com descendência.
3. Magno de Meclemburgo-Schwerin (3 de Maio de 1815 - 25 de Abril de 1816), morreu aos 11 meses de idade.

## Genealogia
| Carolina Luísa de Saxe-Weimar-Eisenach | Pai: Carlos Augusto, Grão-Duque de Saxe-Weimar-Eisenach | Avô paterno: Ernesto Augusto II, Duque de Saxe-Weimar-Eisenach | Bisavô paterno: Ernesto Augusto I, Duque de Saxe-Weimar-Eisenach |
| Carolina Luísa de Saxe-Weimar-Eisenach | Pai: Carlos Augusto, Grão-Duque de Saxe-Weimar-Eisenach | Avô paterno: Ernesto Augusto II, Duque de Saxe-Weimar-Eisenach | Bisavó paterna: Sofia Carlota de Brandemburgo-Bayreuth           |
| Carolina Luísa de Saxe-Weimar-Eisenach | Pai: Carlos Augusto, Grão-Duque de Saxe-Weimar-Eisenach | Avó paterna: Ana Amália de Brunsvique-Volfembutel              | Bisavô paterno: Carlos I, Duque de Brunsvique-Volfembutel        |
| Carolina Luísa de Saxe-Weimar-Eisenach | Pai: Carlos Augusto, Grão-Duque de Saxe-Weimar-Eisenach | Avó paterna: Ana Amália de Brunsvique-Volfembutel              | Bisavó paterna: Filipina Carlota da Prússia                      |
| Carolina Luísa de Saxe-Weimar-Eisenach | Mãe: Luísa de Hesse-Darmstadt                           | Avô materno: Luís IX, Conde de Hesse-Darmstadt                 | Bisavô materno: Luís VIII, Conde de Hesse-Darmstadt              |
| Carolina Luísa de Saxe-Weimar-Eisenach | Mãe: Luísa de Hesse-Darmstadt                           | Avô materno: Luís IX, Conde de Hesse-Darmstadt                 | Bisavó materna: Carlota de Hanau-Lichtenberg                     |
| Carolina Luísa de Saxe-Weimar-Eisenach | Mãe: Luísa de Hesse-Darmstadt                           | Avó materna: Carolina do Palatinado-Zweibrücken                | Bisavô materno: Cristiano III, Conde Palatino de Zweibrücken     |
| Carolina Luísa de Saxe-Weimar-Eisenach | Mãe: Luísa de Hesse-Darmstadt                           | Avó materna: Carolina do Palatinado-Zweibrücken                | Bisavó materna: Carolina de Nassau-Saarbrücken                   |